# TP Akwembé
El TP Akwembé es un equipo de fútbol de Gabón que juega en la Tercera División de Gabón, la tercera liga de fútbol más importante del país.

## Historia
Fue fundado en la capital Libreville y su nombre es relacionado con la empresa del mimo nombre en la capital. Lograron ascender a la Primera División de Gabón por primera vez en su historia en la temporada 1998 tras quedar en segunda lugar en la segunda categoría.
Jugaron en la máxima categoría entre 1999 y 2004 cuando descendieron, y su mejor temporada ha sido un tercer lugar en la temporada 2001. Desde entonces no han retornado a la máxima categoría.
A nivel internacional han participado en un torneo continental, en la Copa CAF 2002, en la que fueron eliminados en la segunda ronda por el Tonerre Yaoundé de Camerún.

## Participación en competiciones de la CAF
| Temporada | Torneo   | Ronda | Club            | Casa | Visita | Global  |
| --------- | -------- | ----- | --------------- | ---- | ------ | ------- |
| 2002      | Copa CAF | 1     | SC Utexafrica   | 3-0  | 1-4    | 4-4 (a) |
| 2002      | Copa CAF | 2     | Tonerre Yaoundé | 2-2  | 0-1    | 2-3     |

## Jugadores destacados
- Boris Claude Nguéma
- Thibault Tchicaya
- Brice Ondo
- Davy Onkassa
- Georges Akiérémy
- Julien Mockom
- Constant Tamboucha